# NGC 4283
NGC 4283 ist eine elliptische Zwerggalaxie vom Hubble-Typ E0 im Sternbild Coma Berenices am Nordsternhimmel. Sie ist schätzungsweise 47 Millionen Lichtjahre von der Milchstraße entfernt und hat einen Durchmesser von etwa 20.000 Lichtjahren. Mit NGC 4278 bildet sie das (optische?) Galaxienpaar Holm 369 und gemeinsam mit 17 weiteren Galaxien bilden sie die NGC 4274-Gruppe (LGG 279).

Im selben Himmelsareal befinden sich u. a. die Galaxien NGC 4274, NGC 4278, NGC 4286, NGC 4310.
Das Objekt wurde am 13. März 1785 von dem deutsch-britischen Astronomen Wilhelm Herschel entdeckt.